# Nathalie Sergeef
Nathalie Sergeef, est une scénariste de bande dessinée réaliste belge.

## Biographie
Son goût pour la lecture se révèle pour les bandes dessinées humoristiques et plus tard par les classiques du genre « aventure ». Elle exerce le métier de comptable et pratique le théâtre amateur et fait partie de la troupe La Patrouille des moules,.  En 2012, elle écrit le scénario de Juarez, un one shot — une histoire de vengeance et de corruption dans la ville réputée pour être la plus dans dangereuse au monde — pour le dessinateur Corentin Rouge publié dans la collection « Grafica » aux éditions Glénat.  Elle commence l'écriture du triptyque Down Under, cette fois pour le dessinateur Fabio Pezzi. Cette série a pour toile de fond l'Outback publié dans la même collection chez le même éditeur de 2012 à 2014. Elle enchaîne avec Hyver 1709, un diptyque historique dessiné par Philippe Xavier qui se déroule pendant le grand hiver de 1709 publié dans la collection « 24X32 » aux éditions Glénat. Le second tome lui vaut le prix Saint-Michel du meilleur scénario en 2017. Le diptyque Tiago Solan et Burke & Wills dans la collection « Explora » produits avec son binôme de la première heure, Fabio Pezzi, Vértigo, un one shot avec Ennio Bufi, cette fois aux éditions Le Lombard. En 2022, À prix d'or,, récit explosif complet en deux tomes parus simultanément, mettant en scène deux héroïnes intrépides au cœur de l'Australie de nos jours, réalisé avec Bernard Khattou au dessin et Céline Labriet pour la mise en couleur, aux éditions Glénat. Ce diptyque est le coup de cœur hebdomadaire du journaliste de la RTBF Thierry Bellefroid. Le premier tome est prépublié dans L'Immanquable. En 2023, elle contribue au Tintin numéro spécial 77 ans.
Nathalie Sergeef se plaît à mettre en scène l'humain pris dans le tourbillon de thématiques historiques ou contemporaines, d'un continent à un autre.

## Œuvres

### Albums de bande dessinée

#### Juarez
- Juarez[5],[12], Glénat, coll. « Grafica », Grenoble, 22 août 2012
Scénario : Nathalie Sergeef - Dessin et couleurs : Corentin Rouge -  (ISBN 9782723482134)

#### Down Under
- 1. L'Homme de Kenzie's River[6], Glénat, coll. « Grafica », Grenoble, 20 juin 2012
Scénario : Nathalie Sergeef - Dessin : Fabio Pezzi - Couleurs : Jean-Jacques Chagnaud -  (ISBN 978-2-7234-8431-2)
- 2. Poussières de rêve[13], Glénat, coll. « Grafica », Grenoble, 4 septembre 2013
Scénario : Nathalie Sergeef - Dessin : Fabio Pezzi - Couleurs : Jean-Jacques Chagnaud -  (ISBN 978-2-7234-9120-4)
- 3. Terra Nullius[14], Glénat, coll. « Grafica », Grenoble, 4 septembre 2014
Scénario : Nathalie Sergeef - Dessin : Fabio Pezzi - Couleurs : Jean-Jacques Chagnaud -  (ISBN 978-2-7234-9919-4)

#### Hyver 1709
- 1. Livre 1[15],[16], Glénat, coll. « 24X32 », Grenoble, 28 octobre 2015
Scénario : Nathalie Sergeef - Dessin : Philippe Xavier - Couleurs : Jean-Jacques Chagnaud -  (ISBN 9782344006771)
- 2. Livre 2[17], Glénat, coll. « 24X32 », Grenoble, 19 octobre 2016
Scénario : Nathalie Sergeef - Dessin : Philippe Xavier - Couleurs : Jean-Jacques Chagnaud -  (ISBN 9782344006788)

#### Vértigo
- Vértigo[18],[19], Le Lombard, coll. « Troisième vague », Bruxelles, 30 septembre 2016
Scénario : Nathalie Sergeef - Dessin : Ennio Bufi - Couleurs : Manuel A. Puppo, Arancia Studio -  (ISBN 978-2-8036-3627-3)

#### Tiago Solan
- 1. Rançon d'état[20], Glénat, Grenoble, 12 octobre 2022
Scénario : Nathalie Sergeef - Dessin : Fabio Pezzi - Couleurs : Céline Labriet -  (ISBN 9782344007310)
- 2. Bouzkachi[21], Glénat, Grenoble, 20 septembre 2022
Scénario : Nathalie Sergeef - Dessin : Fabio Pezzi - Couleurs : Céline Labriet -  (ISBN 978-2-344-01507-0)

#### Burke et Wills
- Australie, 1860 : l'impossible traversée[22], Glénat coll. « Explora », Grenoble, 7 octobre 2020
Scénario : Nathalie Sergeef - Dessin : Fabio Pezzi - Couleurs : Céline Labriet -  (ISBN 9782344027851)

#### À prix d'or
- 1. Tome 1[8],[1], Glénat, Grenoble, 28 septembre 2022
Scénario : Nathalie Sergeef - Dessin : Bernard Khattou - Couleurs : Céline Labriet -  (ISBN 9782344045336)
- 2. Tome 2[9], Glénat, Grenoble, 28 septembre 2022
Scénario : Nathalie Sergeef - Dessin : Bernard Khattou - Couleurs : Céline Labriet -  (ISBN 9782344051528)

### Collectifs
- Numéro spécial 77 ans - L'hommage des auteurs et autrices d'aujourd'hui aux personnages mythiques du journal Tintin, Éditions Moulinsart-Le Lombard, Bruxelles, 8 septembre 2023
Scénario : collectif dont Nathalie Sergeef - Dessin : collectif - Couleurs : quadrichromie -  (ISBN 2-85815-201-2)

## Prix et récompenses
- 2017 : prix Saint-Michel du meilleur scénario pour Hyver t. 2[23],[7].

#### Périodiques
- Nathalie Sergeef et Philippe Xavier (interviewés par Frédéric Bosser), « Une aventure fusionnelle ... », L'Immanquable, no 58,‎ novembre 2015 (ISSN 2114-1207)
- Nathalie Sergeef (interviewée par Frédéric Bosser), « Nathalie Sergeef, la fièvre de l'or », L'Immanquable, no 138,‎ 24 juin 2022, p. 15 (ISSN 2114-1207).

#### Articles
- Nathalie Sergeef et Philippe Xavier (interviewés par Olivier), « Hyver 1709, un thriller de cape et d'épée. : Rencontre avec Nathalie Sergeef et Philippe Xavier qui nous parlent du long hyver 1709 », Sceneario,‎ octobre 2015 (lire en ligne, consulté le 13 mai 2023)
- Nathalie Sergeef (interviewée par Emmanuel Lafrogne), « Nathalie Sergeef : «Le ton ironique n’épargne personne» », ToutenBD,‎ 12 octobre 2022 (lire en ligne, consulté le 13 mai 2023).